# Stere Adamache
Stere Adamache (17. srpna 1941 Galați – 9. července 1978 Crișan) byl rumunský fotbalový brankář. Utopil se v Dunaji.

## Fotbalová kariéra
V rumunské lize hrál za Viitorul București a SR Brașov. Nastoupil ve 253 ligových utkáních. Ve Veletržním poháru a Poháru UEFA nastoupil v 10 utkáních. V nižších rumunských soutěžích hrál i za Dinamo Galați. Za reprezentaci Rumunska svazu nastoupil v letech 1970–1972 v 7 utkáních. Byl členem rumunské reprezentace na Mistrovství světa ve fotbale 1970, nastoupil ve všech 3 utkáních. Byl členem rumunské reprezentace na LOH 1964 v Tokiu, ale v utkáních nenastoupil.

## Ligová bilance
| Ročník                   | Zápasy | Góly | Klub               |
| ------------------------ | ------ | ---- | ------------------ |
| 2. rumunská liga 1960/61 | -      | -    | Dinamo Galați      |
| 2. rumunská liga 1961/62 | -      | -    | Dinamo Galați      |
| Liga I 1962/63           | 5      | 0    | Viitorul București |
| Liga I 1962/63           | 9      | 0    | SR Brașov          |
| Liga I 1963/64           | 15     | 0    | SR Brașov          |
| Liga I 1964/65           | 18     | 0    | SR Brașov          |
| Liga I 1965/66           | 23     | 0    | SR Brașov          |
| Liga I 1966/67           | 15     | 0    | SR Brașov          |
| Liga I 1967/68           | 19     | 0    | SR Brașov          |
| Liga II 1968/69          | 14     | 0    | SR Brașov          |
| Liga I 1969/70           | 30     | 0    | SR Brașov          |
| Liga I 1970/71           | 29     | 0    | SR Brașov          |
| Liga I 1971/72           | 30     | 0    | SR Brașov          |
| Liga I 1972/73           | 30     | 0    | SR Brașov          |
| Liga I 1973/74           | 11     | 0    | SR Brașov          |
| Liga I 1974/75           | 19     | 0    | SR Brașov          |
| 2. rumunská liga 1975/76 | -      | -    | SR Brașov          |
| 2. rumunská liga 1976/77 | -      | -    | SR Brașov          |
| CELKEM 1. liga           | 253    | 0    |                    |